# Dendropsophus delarivai
Dendropsophus delarivai es una especie de anfibios de la familia Hylidae.
Habita en Bolivia y, posiblemente, en Brasil y en Perú.
Sus hábitats naturales incluyen bosques tropicales o subtropicales secos, pantanos, marismas de agua dulce, corrientes intermitentes de agua, jardines rurales y zonas previamente boscosas ahora muy degradadas.